# Commes
Commes település Franciaországban, Calvados megyében. Lakosainak száma 470 fő (2022. január 1.). Commes Longues-sur-Mer, Maisons, Port-en-Bessin-Huppain és Vaux-sur-Aure községekkel határos.

## Népesség
A település népességének változása:
| Lakosok száma | 324  | 360  | 382  | 411  | 375  | 392  | 401  | 432  | 445  | 470  |
|               | 1968 | 1982 | 1990 | 2006 | 2013 | 2015 | 2017 | 2019 | 2020 | 2022 |